# 青木雷三郎

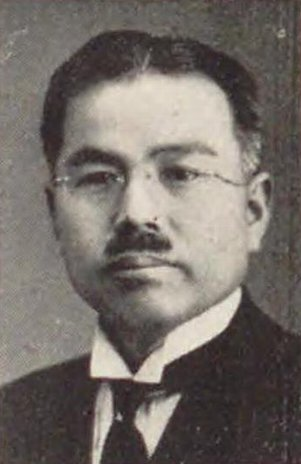
青木雷三郎

青木 雷三郎（あおき らいさぶろう、1881年（明治14年）12月26日 - 1960年（昭和35年）7月8日）は、日本の衆議院議員（立憲政友会）、明石市長。弁護士。

## 経歴
岡山県浅口郡富田村（現在の倉敷市）に尾藤廉平の三男として生まれ、青木与八郎の養子となった。1912年（大正元年）、弁護士試験に合格。翌年に中央大学法科を卒業し、弁護士を開業。後に神戸弁護士会会長に選ばれた。1920年（大正9年）、明石市会議員に選出され、議長に当選した。
1928年（昭和3年）、第16回衆議院議員総選挙に出馬し、当選。第18回、第19回でも再選された。1937年（昭和12年）、明石市長に就任した。1946年（昭和21年）、明石市長を辞任した。その後、公職追放となった。
その他に山本製鋼株式会社取締役などを務めた。